# Benthamiella skottsbergii
Benthamiella skottsbergii ist eine Pflanzenart aus der Gattung Benthamiella in der Familie der Nachtschattengewächse (Solanaceae).

## Beschreibung
Benthamiella skottsbergii ist ein Chamaephyt. Die leicht fleischigen Laubblätter werden 2 bis 2,5 mm lang und 0,5 bis 1 mm breit. Ihr Rand ist behaart. Der Blütenkelch wird 2 bis 2,5 mm lang. Er ist röhrenförmig und behaart. Die Krone erreicht eine Länge von 5 bis 6,6 mm, sie ist röhrenförmig bis leicht trichterförmig und unbehaart. Die zwei Staubblätter sind gleichgestaltig, selten wird auch nur ein einzelnes Staubblatt gebildet. Die Staubblätter stehen nicht über die Krone hinaus. Die Staubfäden sind unbehaart und setzen mehr oder weniger in der Mitte der Kronröhre an. Es können bis zu zwei Staminodien ausgebildet werden. Der Fruchtknoten besitzt nur ein verkümmertes Nektarium. Der Griffel steht nicht über die Krone hinaus.

## Verbreitung
Die Art kommt in den Steppen Santa Cruz’ vor.

## Systematik und botanische Geschichte
Die Art wurde 1948 von Alberto Soriano erstbeschrieben. Das Epitheton ehrt Carl Johan Fredrik Skottsberg.